# Pływanie na Letnich Igrzyskach Olimpijskich 1968 – 100 m stylem klasycznym mężczyzn
100 m stylem klasycznym mężczyzn – jedna z konkurencji pływackich rozgrywanych podczas XIX Igrzysk Olimpijskich w Meksyku. Eliminacje i półfinały odbyły się 18 października, a finał 19 października 1968 roku.
Pierwszym mistrzem olimpijskim w tej konkurencji został Amerykanin Don McKenzie, ustanawiając nowy rekord olimpijski (1:07,7). Pozostałe miejsca na podium zajęli reprezentanci ZSRR, którzy uzyskali taki sam czas (1:08,0). Remis pomiędzy nimi rozstrzygnęli sędziowie przyznając srebro Władimirowi Kosinskiemu, a brąz rekordziście świata Nikołajowi Pankinowi.

## Rekordy
Przed zawodami rekord świata i rekord olimpijski wyglądały następująco:
| Rekord            | Zawodnik         | Czas   | Miejsce | Data             |       |
| ----------------- | ---------------- | ------ | ------- | ---------------- | ----- |
| Rekord świata     | Nikołaj Pankin   | 1:06,2 | Moskwa  | 18 kwietnia 1968 | [ 1 ] |
| Rekord olimpijski | nowa konkurencja | -      | -       | -                |       |

W trakcie zawodów ustanowiono następujące rekordy:
| Data            | Etap konkurencji      | Zawodnik          | Czas   | Rekord |
| --------------- | --------------------- | ----------------- | ------ | ------ |
| 18 października | wyścig eliminacyjny 1 | Nikołaj Pankin    | 1:08,9 | OR     |
| 18 października | wyścig eliminacyjny 5 | Don McKenzie      | 1:08,1 | OR     |
| 18 października | półfinał 2            | Nikołaj Pankin    | 1:08,1 | =      |
| 18 października | półfinał 3            | Władimir Kosinski | 1:07,9 | OR     |
| 19 października | finał                 | Don McKenzie      | 1:07,7 | OR     |

## Wyniki

### Eliminacje
| Miejsce | Wyścig | Zawodnik          | Państwo           | Czas     | Uwagi |
| ------- | ------ | ----------------- | ----------------- | -------- | ----- |
| 1.      | 5      | Don McKenzie      | Stany Zjednoczone | 1:08,1   | Q,    |
| 2.      | 6      | Ian O’Brien       | Australia         | 1:08,9   | Q     |
| 3.      | 1      | Nikołaj Pankin    | ZSRR              | 1:08,9   | Q     |
| 4.      | 5      | Jewhen Mychajłow  | ZSRR              | 1:09,3   | Q     |
| 5.      | 6      | Alberto Forelli   | Argentyna         | 1:09,3   | Q     |
| 6.      | 1      | Klaus Katzur      | NRD               | 1:09,4   | Q     |
| 7.      | 1      | Dave Perkowski    | Stany Zjednoczone | 1:09,5   | Q     |
| 8.      | 4      | José Fiolo        | Brazylia          | 1:09,5   | Q     |
| 9.      | 3      | Egon Henninger    | NRD               | 1:09,6   | Q     |
| 10.     | 5      | William Mahony    | Kanada            | 1:09,7   | Q     |
| 11.     | 2      | Nobutaka Taguchi  | Japonia           | 1:09,8   | Q     |
| 12.     | 2      | Władimir Kosinski | ZSRR              | 1:10,0   | Q     |
| 13.     | 6      | Thomas Johnsson   | Szwecja           | 1:10,0   | Q     |
| 14.     | 3      | Ladislau Koszta   | Rumunia           | 1:10,1   | Q     |
| 15.     | 1      | Michael Günther   | RFN               | 1:10,3   | Q     |
| 16.     | 4      | Gregor Betz       | RFN               | 1:10,3   | Q     |
| 17.     | 5      | Osvaldo Boretto   | Argentyna         | 1:10,3   | Q     |
| 18.     | 1      | Osamu Tsurumine   | Japonia           | 1:10,5   | Q     |
| 19.     | 2      | Ken Merten        | Stany Zjednoczone | 1:10,6   | Q     |
| 20.     | 4      | Amman Jalmaani    | Filipiny          | 1:10,6   | Q     |
| 21.     | 5      | Felipe Muñoz      | Meksyk            | 1:10,6   | Q     |
| 22.     | 3      | Józef Klukowski   | Polska            | 1:11,0   | Q     |
| 23.     | 3      | Thomas Aretz      | RFN               | 1:11,1   | Q     |
| 24.     | 3      | Sándor Szabó      | Węgry             | 1:11,3   | Q     |
| 25.     | 4      | Slavko Kurbanović | Jugosławia        | 1:11,6   |       |
| 26.     | 4      | Roger Roberts     | Wielka Brytania   | 1:11,7   |       |
| 27.     | 2      | Liam Ball         | Irlandia          | 1:12,1   |       |
| 28.     | 5      | Yohan Kende       | Izrael            | 1:12,3   |       |
| 29.     | 6      | José Durán        | Hiszpania         | 1:12,3   |       |
| 30.     | 3      | Stuart Roberts    | Wielka Brytania   | 1:12,7   |       |
| 31.     | 1      | Nicolas Gilliard  | Szwajcaria        | 1:12,8   |       |
| 32.     | 1      | Eduardo Moreno    | Meksyk            | 1:13,7   |       |
| 33.     | 4      | Leroy Goff        | Filipiny          | 1:13,7   |       |
| 34.     | 3      | Ivan Gomina       | Kolumbia          | 1:15,1   |       |
| 35.     | 2      | Leiknir Jónsson   | Islandia          | 1:16,3   |       |
| 36.     | 6      | Javier Jiménez    | Meksyk            | 1:16,3   |       |
| 37.     | 2      | Abel Muñoz        | Salwador          | 1:19,4   |       |
| 38.     | 4      | Arturo Carranza   | Salwador          | 1:28,0   |       |
| 39.     | 6      | Eduardo Ramos     | Salwador          | 1:31,2   |       |
| 42. !   | 2      | Massimo Sacchi    | Włochy            | 9:99,9 ! | DNS   |
| 42. !   | 5      | Chan King-ming    | Republika Chińska | 9:99,9 ! | DNS   |
| 42. !   | 6      | István Zsadányi   | Węgry             | 9:99,9 ! | DNS   |

### Półfinały

#### Półfinał 1
| Miejsce | Zawodnik        | Państwo   | Czas   | Uwagi |
| ------- | --------------- | --------- | ------ | ----- |
| 1.      | Egon Henninger  | NRD       | 1:08,9 | Q     |
| 2.      | Ian O’Brien     | Australia | 1:09,0 | Q     |
| 3.      | Michael Günther | RFN       | 1:09,7 |       |
| 4.      | Klaus Katzur    | NRD       | 1:09,9 |       |
| 5.      | Osamu Tsurumine | Japonia   | 1:10,3 |       |
| 6.      | Amman Jalmaani  | Filipiny  | 1:10,4 |       |
| 7.      | Thomas Johnsson | Szwecja   | 1:10,9 |       |
| 8.      | Sándor Szabó    | Węgry     | 1:11,1 |       |

#### Półfinał 2
| Miejsce | Zawodnik         | Państwo           | Czas     | Uwagi |
| ------- | ---------------- | ----------------- | -------- | ----- |
| 1.      | Nikołaj Pankin   | ZSRR              | 1:08,1   | Q, =  |
| 2.      | Alberto Forelli  | Argentyna         | 1:08,9   | Q     |
| 3.      | Dave Perkowski   | Stany Zjednoczone | 1:09,0   |       |
| 4.      | Felipe Muñoz     | Meksyk            | 1:09,4   |       |
| 5.      | Ladislau Koszta  | Rumunia           | 1:09,8   |       |
| 6.      | Thomas Aretz     | Australia         | 1:11,2   |       |
| 7.      | Osvaldo Boretto  | Argentyna         | 1:11,8   |       |
| 8. !    | Nobutaka Taguchi | Japonia           | 9:99,9 ! | DSQ   |

#### Półfinał 3
| Miejsce | Zawodnik          | Państwo           | Czas   | Uwagi |
| ------- | ----------------- | ----------------- | ------ | ----- |
| 1.      | Władimir Kosinski | ZSRR              | 1:07,9 | Q,    |
| 2.      | Don McKenzie      | Stany Zjednoczone | 1:08,1 | Q     |
| 3.      | José Fiolo        | Brazylia          | 1:08,6 | Q     |
| 4.      | Jewhen Mychajłow  | ZSRR              | 1:08,8 | Q     |
| 5.      | Bill Mahony       | Kanada            | 1:09,7 |       |
| 6.      | Gregor Betz       | RFN               | 1:09,8 |       |
| 7.      | Józef Klukowski   | Polska            | 1:10,9 |       |
| 8.      | Ken Merten        | Stany Zjednoczone | 1:11,6 |       |

### Finał
| Miejsce | Zawodnik          | Państwo           | Czas   | Uwagi |
| ------- | ----------------- | ----------------- | ------ | ----- |
| 1. !    | Don McKenzie      | Stany Zjednoczone | 1:07,7 | OR    |
| 2. !    | Władimir Kosinski | ZSRR              | 1:08,0 |       |
| 3. !    | Nikołaj Pankin    | ZSRR              | 1:08,0 |       |
| 4.      | José Fiolo        | Brazylia          | 1:08,1 |       |
| 5.      | Jewhen Mychajłow  | ZSRR              | 1:08,4 |       |
| 6.      | Ian O’Brien       | Australia         | 1:08,6 |       |
| 7.      | Alberto Forelli   | Argentyna         | 1:08,7 |       |
| 8.      | Egon Henninger    | NRD               | 1:09,7 |       |